# Гуньба мечувата
Гуньба мечувата (Trigonella gladiata) — вид квіткових рослин родини бобових (Fabaceae).

## Біоморфологічна характеристика
Однорічна рослина 5–25 см заввишки, розпростерта чи висхідна, запушена. Стебла прості xb гіллясті від основи. Листочки довгасті, на вершині зубчасті, 6–14(18) мм завдовжки, 3–7(10) мм ушир; прилистки цілі, 4–6 мм; листкові ніжки 5–8 мм. Квітки досить дрібні (8–10 мм), поодинокі чи здвоєні, сидячі в пазухах листків. Чашечка дуже волосиста, з рівними зубцями, коротша за трубку. Віночок 8–10 мм, жовтувато-білий, іноді з фіолетовим відтінком. Плід прямовисний, 2–4 см, завдовжки, лінійно-ланцетний, дугастий, волосистий, закінчується дзьобом 1–2 см завдовжки, містить 4–9 насінини, які яйцеподібні, сильно-бугорчасті, червонуваті. Насіння 3–4 × 2.5–3 мм, кубічне, коричневе або червонувато-буре, темне, ± бородавчасте. 2n = 16.

## Поширення
Росте у Європі (Угорщина, Україна [Крим], колишня Югославія, Болгарія, Греція [у т. ч.  Крит], Італія [у т. ч. Сардинію, Сицилію], Румунія, Іспанія, Франція), північній Африці (Алжир, Лівія, Марокко, Туніс), на заході Азії (Туреччина [у т. ч. європейська], Вірменія, Азербайджан, Грузія). Населяє сухі та кам'янисті місця.
В Україні вид росте на сухих кам'янистих та щебеневих схилах — у Криму.